# Майоров Олександр Михайлович
Олекса́ндр Миха́йлович Майо́ров (13 вересня 1920, село Покурлей Саратовської губернії, тепер Саратовської області, Російська Федерація — 14 січня 2008, Москва) — радянський військовий діяч, генерал армії (1977), учасник війни в Афганістані (з 1980 по 1981 рік — головний військовий радник збройних сил Демократичної Республіки Афганістан) У 1968 році, будучи командувачем військ 38-ї Армії, брав участь у вторгненні військ Організації Варшавського договору до Чехословаччини.
Кандидат у члени ЦК КПРС (1971—1981). Депутат Ради Національностей Верховної Ради СРСР 8—11 скликань (1970—1989) від Узбецької РСР. Депутат Верховної Ради УРСР 7-го скликання. Обирався членом Бюро ЦК Комуністичної партії Латвії у 1976—1980 роках.

## Біографія
Народився у родині заможного селянина.
У Червоній армії з 1940 року. У вересні 1940 року вступив до Златоустівського військово-інженерного училища, яке закінчив на початку німецько-радянської війни. Протягом двох років, будучи заступником і командиром саперної роти на курсах молодших політруків Приволзького військового округу, займався підготовкою офіцерських кадрів для фронту.
У січні 1943 року був призначений дивізійним інженером 8-ї гвардійської кавалерійської дивізії. Брав участь у боях на Воронезькому, Західному, 1-му і 2-му Українському фронтах, воював на територіях Угорщини і Чехословаччини. Член ВКП(б) з 1943 року.
Після закінчення війни командував батальйоном, одночасно проходив навчання у Військовій академії імені Фрунзе, яку закінчив в 1951 році. Подальшу службу проходив в управлінні штабу військового округу. З 1954 року послідовно командував мотострілецьким і механізованим полками, через кілька років — мотострілецькою бригадою і танковою дивізією.
У 1963 році, закінчивши Військову академію Генерального штабу, був призначений 1-м заступником начальника штабу Приволзького військового округу. З 1965 по 1966 рік керував групою радянських військових радників у Єгипті.
У липні 1966 — жовтні 1968 року — командувач військ 38-ї армії (Прикарпатський військовий округ). Влітку 1968 року генерал Майоров зі своєю армією брав участь у вторгнення військ Варшавського договору на територію Чехословаччини.
У Чехословаччині прослужив більше чотирьох років, очолюючи з жовтня 1968 до липня 1972 року Центральну групу радянських військ. З часом в архіві командарма накопичилося 4 тисячі сторінок документів. Через тридцять років наважився розповісти правду про вторгнення військ, написавши книгу: «Вторгнення. Чехословаччина, 1968» (1998 р.).
У липні 1972 — серпні 1980 року — командувач військ Червонопрапорного Прибалтійського військового округу. У 1977 році йому було присвоєно звання генерала армії.
У липні 1980 року був призначений 1-м заступником Головнокомандувача Сухопутних військ СРСР. На цій посаді, будучи одночасно з 4 серпня 1980 по 29 жовтня 1981 року головним військовим радником збройних сил Демократичної Республіки Афганістан, генерал армії Майоров спланував і здійснив перші великі загальновійськові операції радянської армії у взаємодії з збройними силами ДРА. Пізніше про свою участь у Афганській війні генерал написав книгу «Правда про Афганську війну», що вийшла в світ у 1996 році.
З 1987 року перебував у групі генеральних інспекторів Міністерства оборони СРСР.
Потім — на пенсії у місті Москві, де й помер 14 січня 2008 року.

## Звання
- генерал-майор
- генерал-лейтенант (23.02.1967)
- генерал-полковник (21.02.1969)
- генерал армії (28.10.1977)

## Нагороди
- три ордени Леніна
- орден Жовтневої Революції
- три ордени Червоного Прапора
- орден Олександра Невського
- два ордени Вітчизняної війни 1-го ступеня
- три ордени Червоної Зірки
- медалі СРСР і РФ
- іноземні нагороди